# Voie Ivato-Tsarasaotra
Pour les articles homonymes, voir Route nationale 52.
La voie Ivato-Tsarasaotra est une voie rapide à Antananarivo Madagascar,.

## Description
La voie Ivato-Tsarasaotra est une route à deux voies longue de 10,93 km. 
Elle compte au total 30 ouvrages d’art dont un pont et 29 buses et dalots. 
La réalisation de cette route visait à absorber l’intensité du trafic entre l’Aéroport international d'Ivato et le centre-ville d’Antananarivo.
Les travaux de construction ont été menés par l'entreprise China Harbour Engineering Company (CHEC) d'octobre 2016 à novembre 2018.